# Parc technologique de Saïgon
Le parc de haute technologie de Saïgon (en vietnamien : Khu công nghệ cao ; en anglais : Saigon High-Tech Park, abrégé SHTP) est un parc technologique situé dans le 9e arrondissement à 15 kilomètres du centre-ville de Hô Chi Minh-Ville au Viêt Nam.

## Entreprises du parc
| #  | Entreprise                                        | Secteur                                    | Pays                   |
| -- | ------------------------------------------------- | ------------------------------------------ | ---------------------- |
| 1  | Air liquide                                       | Services                                   | France                 |
| 2  | Allied Technologies (Saigon) Co.                  | Mécanique et automatisation                | Singapour              |
| 3  | Anh Lam Technology System JSC                     | Microélectronique, TIC Vietnam             | Malaisie               |
| 4  | Ascendas Saigon Bund Co., Ltd.                    | Services commerciaux                       | Singapour, Royaume-Uni |
| 5  | Aureumaex Precision Plastics Company Ltd          | Mécanique et automatisation                | Malaisie               |
| 6  | Bao Son Power Limited Company                     | Énergies, matériaux                        | Vietnam                |
| 7  | Bioland - Nam Khoa Biotek Co.                     | Biotechnologie                             | Corée                  |
| 8  | Biology and Medical device technology factory Co. | Biotechnologie                             | Vietnam                |
| 9  | Nguyen Tat Thanh University                       | Formation                                  | Vietnam                |
| 10 | Center for Design, Engineering of New Equipment   | Mécanique et automatisation                | Vietnam                |
| 11 | Center for Environmental Technology and Mgt       | Hi-tech services                           | Vietnam                |
| 12 | Chip Sang and Ashmanov Co.                        | Microélectronique, TIC                     | Vietnam - Russie       |
| 13 | CMC Corporation                                   | Microélectronique, TIC                     | Vietnam                |
| 14 | CNS Amura Precision Co.                           | Mécanique et automatisation                | Vietnam                |
| 15 | CTCBIO Vietnam JSC                                | Biotechnologie                             | Vietnam - Corée        |
| 16 | D.G.S Electronics Co.                             | Microélectronique, TIC                     | Vietnam                |
| 17 | Daeyoung Electronics Vina Co.                     | Microélectronique, TIC                     | Corée                  |
| 18 | Daihan Vina Company Ltd.                          | Mécanique et automatisation                | Thaïlande - Corée      |
| 19 | Daikou Vietnam Technical Co.                      | Mécanique et automatisation                | Japon                  |
| 20 | Datalogic Vietnam LLC                             | Microélectronique, TIC                     | Italie                 |
| 21 | Dien Quang Hi-tech Co.                            | Microélectronique, TIC                     | Vietnam                |
| 22 | Emotiv Vietnam One Member LLC                     | Microélectronique, TIC                     | États-Unis             |
| 23 | Eurofins Sac Ky Hai Dang Co.                      | Biotechnologie                             | Vietnam                |
| 24 | Fawookidi Technology Co.                          | Microélectronique, TIC                     |                        |
| 25 | FPT Software Hochiminh Co.                        | Microélectronique, TIC                     | Vietnam                |
| 26 | FPT Software process services Co.                 | Microélectronique, TIC                     | Vietnam                |
| 27 | FPT Technology Solutions Co.                      | Microélectronique, TIC                     | Vietnam                |
| 28 | Fulbright University Vietnam                      | Formation                                  | États-Unis             |
| 29 | Geneworld Limited Company                         | Biotechnologie                             | Vietnam                |
| 30 | Global Equipment Services & Manufacturing JSC.    | Microélectronique, TIC                     | États-Unis             |
| 31 | Hai Nam Automation Technology JSC.                | Mécanique et automatisation                | Vietnam                |
| 32 | HCMC Software Center                              | Formation                                  | Vietnam                |
| 33 | Hi-tech Services - Trading Co.                    | Services commerciaux                       | Vietnam                |
| 34 | Université polytechnique de Hô Chi Minh-Ville     | Formation                                  | Vietnam                |
| 35 | Hochiminh City Development Bank                   | Services commerciaux                       | Vietnam                |
| 36 | HPT Technology Co., Ltd.                          | Microélectronique, TIC                     | Vietnam                |
| 37 | Intel Products Vietnam Co.                        | Microélectronique, TIC                     | Pays-Bas               |
| 38 | Jabil Vietnam Co.                                 | Microélectronique, TIC                     | Singapour              |
| 39 | Lap Thanh Ready-Built Factory Co.                 | Services commerciaux                       | Vietnam                |
| 40 | Mekophar Co.                                      | Biotechnologie                             | Vietnam                |
| 41 | Micro Precision Calibration Vietnam Co.           | Services                                   | Thaïlande              |
| 42 | Microchip Technology (Vietnam) Co.                | Services                                   | Irlande                |
| 43 | Minh Nguyen Supporting Industries JSC.            | Mécanique et automatisation                | Vietnam                |
| 44 | MK Group Joint Stock Company Branch               | Microélectronique, TIC                     | Vietnam                |
| 45 | MK Smartcard Co.                                  | Microélectronique, TIC                     | Vietnam                |
| 46 | MMA Viet Nam JSC                                  | Biotechnologie                             | Vietnam                |
| 47 | Nam Khoa Services & Trading Co.                   | Biotechnologie                             | Vietnam                |
| 48 | Nanogen Pharmaceutical Co.                        | Biotechnologie                             | Vietnam                |
| 49 | New-Hanam Co.                                     | Mécanique et automatisation                | Korea                  |
| 50 | Nguyen Tat Thanh University                       | Formation                                  | Vietnam                |
| 51 | Nidec Copal Precision Vietnam Corp.               | Mécanique et automatisation                | Japan                  |
| 52 | Nidec Sankyo Vietnam Corp.                        | Mécanique et automatisation                | Japon                  |
| 53 | Nidec Seimitsu Vietnam Corp.                      | Mécanique et automatisation                | Japon                  |
| 54 | Nidec Servo Vietnam Corp.                         | Mécanique et automatisation                | Japon                  |
| 55 | Nidec Vietnam Corp.                               | Mécanique et automatisation                | Japon                  |
| 56 | Oristar Joint Stock Company                       | Mécanique et automatisation                | Vietnam                |
| 57 | Platel Vina Company Limited                       | Microélectronique, TIC                     | Corée                  |
| 58 | PV Gas South JSC                                  | Services                                   | Vietnam                |
| 59 | QSIC Vietnam Co., Ltd.                            | Microélectronique, TIC                     | États-Unis             |
| 60 | RKW Lotus Asia Co., Ltd.                          | Energies, matériaux (Manufacturing)        | Singapour              |
| 61 | Rockwell Automation                               | Services                                   | Singapour              |
| 62 | Ryobi (Vietnam) Distribution Service Co., Ltd.    | Services commerciaux                       | Japon                  |
| 63 | Sacom-Chipsang Ltd., Co.                          | Services commerciaux                       | Vietnam                |
| 64 | Saigon Silicon City JSC                           | Services                                   | Vietnam                |
| 65 | Samsung Electronics                               | Microélectronique, TIC                     | Singapour              |
| 66 | Sanofi Vietnam Shareholding Comapny               | Biotechnologie                             | Singapour              |
| 67 | Schneider Electric                                | Microélectronique, TIC                     | Hong Kong              |
| 68 | SEEN Southern Co., Ltd.                           | Hi-tech services                           | Vietnam                |
| 69 | Université de Tsukuba                             | Biotechnologie                             | Vietnam - Japon        |
| 70 | Smart Technology Investment and Development Co.   | Microélectronique, TIC                     | Vietnam                |
| 71 | Sonion Vietnam Co., Ltd.                          | Microélectronique, TIC                     | Danemark               |
| 72 | T.C Electronics Solution Co., Ltd.                | Microélectronique, TIC                     | Singapour              |
| 73 | Textile Corporation Saigon                        | Services commerciaux                       | Vietnam                |
| 74 | Thien Viet Technical Co.                          | Formation                                  | Vietnam                |
| 75 | TLD Hi-Tech Co.                                   | Services commerciaux                       | Vietnam                |
| 76 | TLD Investment and Trading Co.                    | Services commerciaux                       | Vietnam                |
| 77 | Tohin VietNam Industry Company Limited            | Mécanique et automatisation                | Japon                  |
| 78 | Transimex Logistics Co                            | Services commerciaux                       | Vietnam                |
| 79 | United-Vietnam Photonic Technology R&D            | Microélectronique, TIC                     | Vietnam - États-Unis   |
| 80 | United Healthcare Factory Co., Ltd.               | Biotechnologie                             | Vietnam                |
| 81 | Viedam Precision Mold Manufacture and Research    | Mécanique et automatisation                | Vietnam                |
| 82 | Vietnam Institute for Building Materials          | Energies, matériaux                        | Vietnam                |
| 83 | Vietnam Petroleum Institute                       | Energies, matériaux                        | Vietnam                |
| 84 | Vietnam Semiconductor Manufacturing               | Joint Stock Company Microélectronique, TIC | États-Unis             |
| 85 | Viettel Group                                     | Microélectronique, TIC                     | Vietnam                |
| 86 | VMICRO Joint Stock Company                        | Microélectronique, TIC                     | Vietnam                |